# James Sant

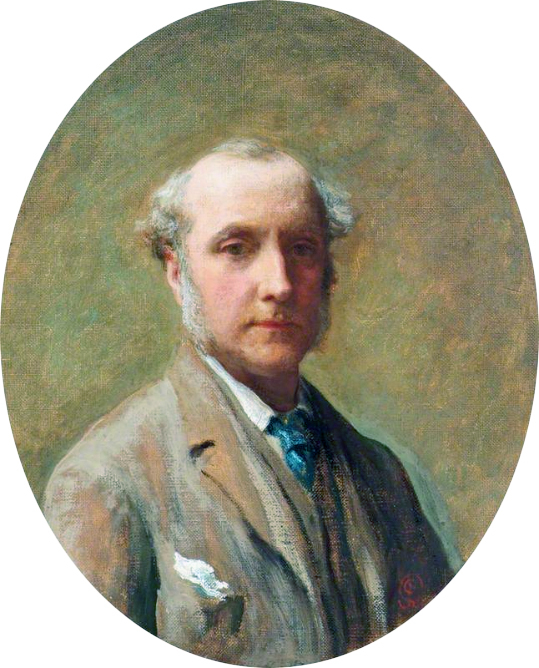
Selbstporträt

James Sant (* 23. April 1820 in Croydon; † 12. Juli 1916 in London) war ein britischer Maler.

## Leben
James Sant studierte bei John Varley und August Calcott. Ab 1840 stellte er bei der Royal Academy aus, 1870 wurde er gewähltes Mitglied der Academy. Er spezialisierte sich auf Porträt- und Genremalerei und wurde 1872 Hofmaler der Königin Victoria. Sein Stil traf den zeitgenössischen Geschmack; 1889 erhielt er bei der Weltausstellung in Paris eine Bronzemedaille. In seinen späten Jahren, als seine Porträts etwas aus der Mode zu kommen begannen, malte er auch zahlreiche Landschaftsbilder.
Abgesehen von seinen 72 Jahre lang währenden Ausstellungsaktivitäten bei der Royal Academy stellte er auch insgesamt 39 Gemälde in der Walker Art Gallery während der Liverpool Autumn Exhibitions aus. 24 seiner Bilder wurden zwischen 1847 und 1864 in der Liverpool Academy ausgestellt.
Werke Sants befinden sich u. a. in Museen in Glasgow, Liverpool, London, Manchester, Preston, Rochdale und Sydney. Mit seiner Frau Elizabeth oder Eliza, geb. Thomson, bekam er mindestens eine Tochter.

## Bilder

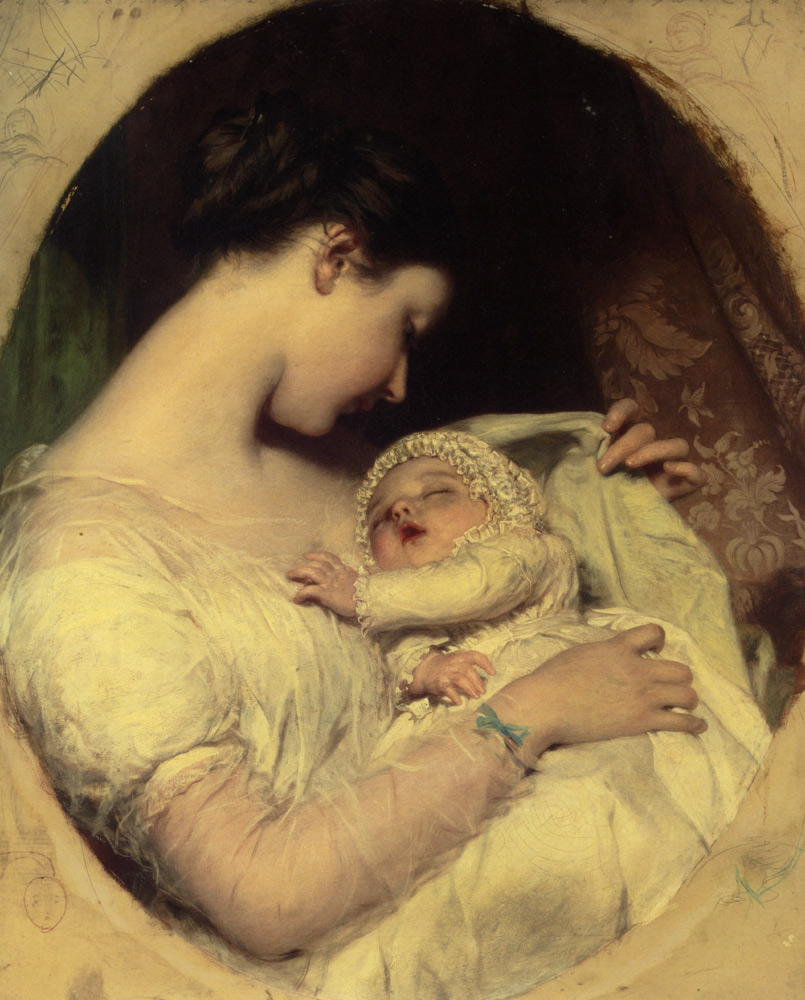
Portrait von Sants Ehefrau Elizabeth und ihrer Tochter
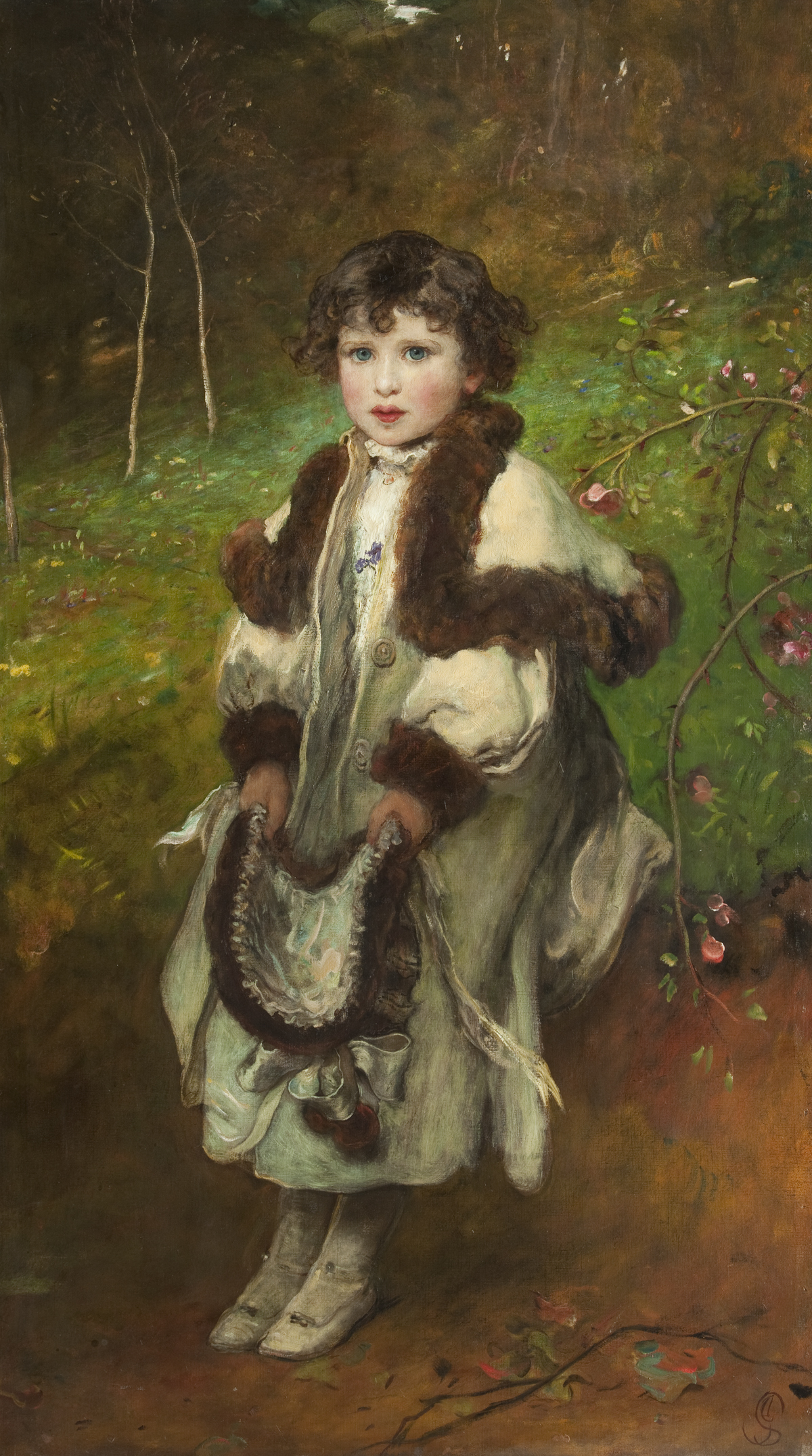
Julie Gollan, Tochter von Spencer Gollan
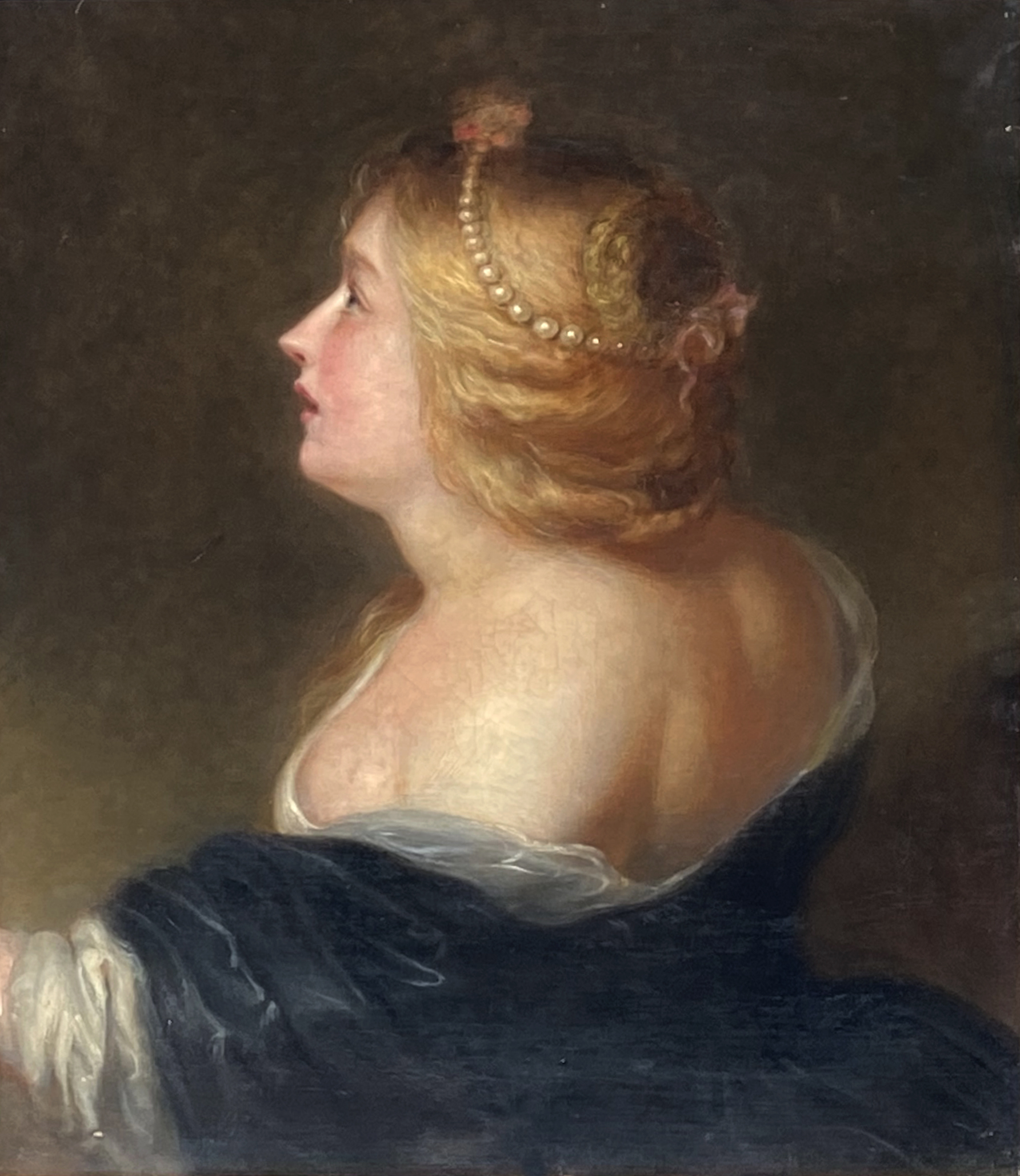
Dame in Perlen, 1880
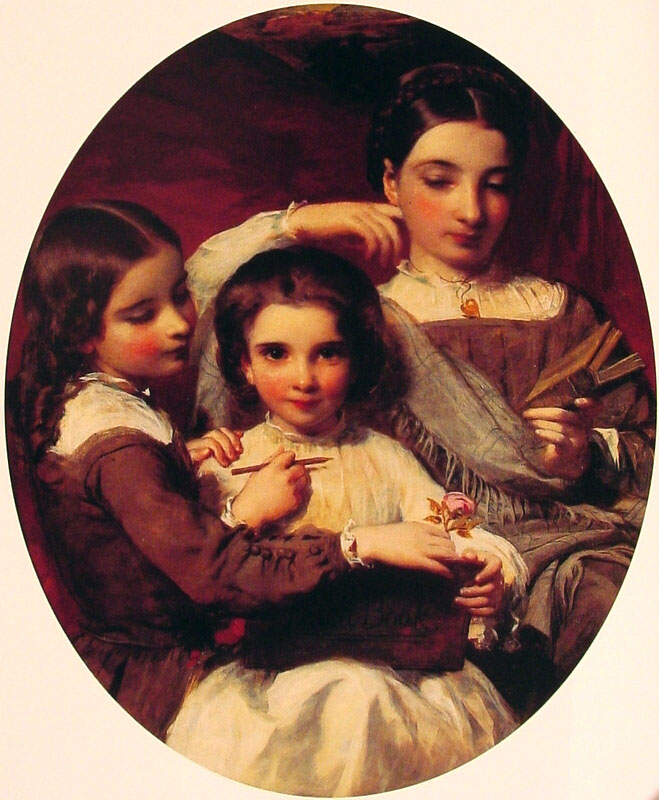
Die Russell-Schwestern
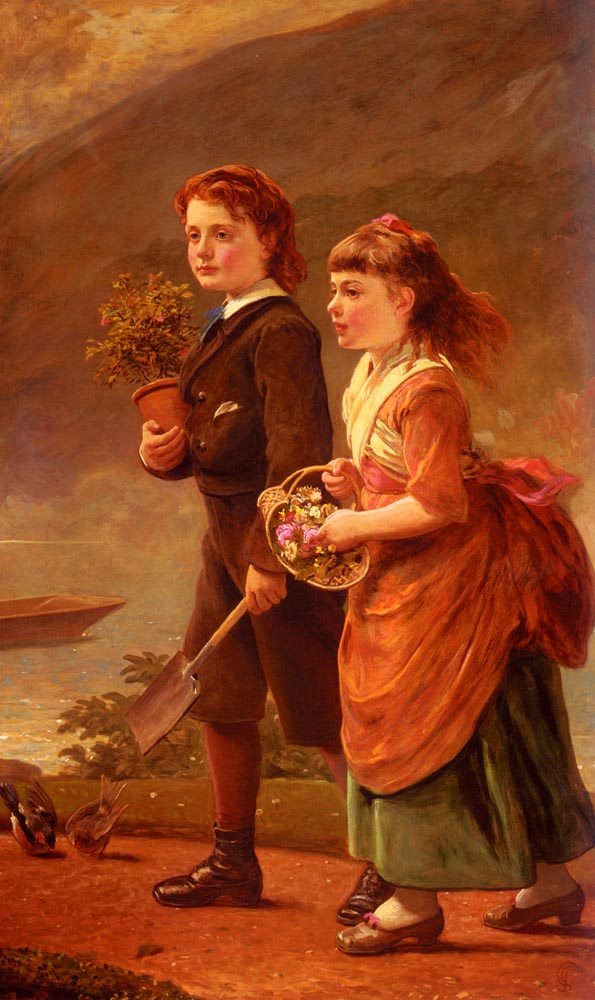
Die Kinder von Major H. Barrett